# Frederik Johannsen (officer)
 For alternative betydninger, se Frederik Johannsen. (Se også artikler, som begynder med Frederik Johannsen)
Frederik Johannsen (12. juli 1712 i Rostock – 5. september 1783) var en dansk officer.
Han hørte til en gammel ditmarskerslægt og var født i Rostock, hvor hans fader, den fra Den Store Nordiske Krig hæderlig bekendte oberst Peter Boie Johannsen (9. december 1666 – 1. oktober 1721), da var dansk kommandant; moderen hed Elisabeth Hedevig f. Venninghausen. Frederik Johannsen trådte 1726 ind i Dronningens Livregiment og blev her 1729 sekondløjtnant, men kom 1736 som kaptajn til Fynske Regiment. Han blev 1747 major, 1754 oberstløjtnant, 1761 oberst og kommanderede midlertidig regimentet i Holsten 1758-63. Han nævnes her som "en værdig Kandidat til et Regiment" og opnåede da også 1764 denne forfremmelse. I løbet af et par år var han efterhånden chef for 3 regimenter (pløenske, slesvigske og holstenske), indtil han 1768 fik Kronprinsens, forhen Sjællandske, Regiment, og om der end siges, at han noget ensidig så på regimentskassens fordel frem for på mandskabets, nød han i det hele megen anseelse. Uagtet han skal have afslået en opfordring til at medvirke ved hofrevolutionen 1772, stod han sig dog godt med de nye magthavere. Han forfremmedes 1773 til generalmajor, og da hertugen af Bevern samme år var blevet guvernør i København, blev Johannsen ansat som fæstningens kommandant. Såvel denne post som regimentet beholdt han til sin død, 5. september 1783. Han var blevet hvid ridder 1776 og generalløjtnant 1782.
Han blev gift 20. juni 1738 med Anna Amalie Wolters (6. januar 1708 – 29. november 1790), datter af justitsråd Ditlev Wolters i Glückstadt.